# Dolnje Vreme
Dolnje Vreme este o localitate din comuna Divača, Slovenia, cu o populație de 115 locuitori.